# Jason Brown
Jason Brown (n. 15 decembrie 1994, Los Angeles, California, SUA) este un patinator artistic ce a reprezentat Statele Unite ale Americii, medaliat olimpic. A participat la o ediție a Jocurilor Olimpice (2014) în care a câștigat o medalie de bronz.